# Kastor & Pollux
Kastor & Pollux – dwa wieżowce we Frankfurcie nad Menem wchodzące w skład kompleksu biurowego Forum Frankfurt. Wyższy wieżowiec Pollux ma wysokość  130 metrów i posiada 33 piętra, natomiast niższy wieżowiec, o nazwie Kastor, mierzy 95 metrów i posiada 22 kondygnacje. Łączna powierzchnia kompleksu wynosi około 60 300 m². Budowę kompleksu rozpoczęto w 1994 roku, a ukończono w 1997. Nazwy wieżowców biorą swą nazwę od Dioskurów z mitologii greckiej.